# 威廉·皮克
威廉·皮克（德語：Wilhelm Pieck；1876年1月3日—1960年9月7日），德國共产主义政治家，曾任首任德国统一社会党中央委員會主席、首任東德总统。

## 生平
1876年，威廉·皮克出生于德意志帝国古本的一个贫苦工人家庭，当过木工。1894年，他加入德国木工联盟。
1895年参加德国社会民主党。由於對黨領導在第一次世界大戰期間與保守力量的合作感到失望，轉而成为斯巴达克同盟早期成员，并参加创立了德国共产党。1933年被迫逃离希特勒统治下的德国。12年后，于1945年7月返回国内。1946年4月，德国社会民主党与德国共产党合并成立德国统一社会党，与奥托·格罗提渥一同当选为德国统一社会党的两位主席之一。1949年民主德国成立时，他成为东德唯一的总统。1960年在东柏林逝世。